# Ильин, Олег Геннадьевич
Оле́г Генна́дьевич Ильи́н (21 декабря 1967, Краснооктябрьский, Сокулукский район — 3 сентября 2004, Беслан, Северная Осетия) — российский военнослужащий, офицер Управления «В» («Вымпел») Центра специального назначения Федеральной службы безопасности Российской Федерации, подполковник, погибший при освобождении заложников во время теракта в Беслане. Посмертно удостоен звания Героя Российской Федерации.

## Биография

### Ранние годы
Олег Ильин родился 21 декабря 1967 года в посёлке Краснооктябрьский Киргизской ССР в семье рабочих. Вскоре после рождения Ильина его родители расстались, и мать увезла сына в Сибирь, где Олег стал обучаться в начальной школе, параллельно занимаясь в цирковой студии. В 1979 году семья переехала в город Терновка Днепропетровской области Украины; там в 1985 году Ильин окончил среднюю школу.

### Служба в армии и подразделении «Вымпел»
Окончив школу, Ильин поступил в Рязанское высшее военное командное училище связи имени маршала Советского Союза М. В. Захарова, где учился до 1989 года. После этого он начал службу в 701-м отдельном батальоне ВДВ, расквартированном в посёлке Медвежьи Озёра Московской области, командуя сначала парашютно-десантным взводом, а потом ротой.
В 1995 году Ильин перешёл на работу в спецподразделение «Вымпел». Его зачислили в горное отделение в составе 4-го отдела. Командиры подразделения отмечали предприимчивость и инициативность молодого офицера: Ильин много времени посвящал усовершенствованию экипировки, которая использовалась сотрудниками Центра специального назначения, лично тестируя различные образцы обмундирования и устанавливая контакты с фирмами-поставщиками. Олег усердно осваивал парапланы, летая по утрам над территорией общежития ЦСН ФСБ; кроме того, при его активном участии в «Вымпеле» была создана группа нештатных водолазов. В 2000 году Ильин окончил Академию ФСБ России.
Олег Ильин неоднократно направлялся в командировки на Северный Кавказ и принимал участие в сложных боевых операциях против террористов. Он участвовал в боях с боевиками Салмана Радуева в селе Первомайском в январе 1996 года, за что был награждён медалью «За отвагу». За свои действия во время вторжения чеченских боевиков во главе с Шамилем Басаевым в Ботлихский район Дагестана в 1999 году Ильин был награждён орденом Мужества. В 2002 году Олег Ильин принял участие в операции по освобождению заложников в Театральном центре на Дубровке. Во время штурма здания находившийся в разведывательном дозоре Ильин сумел найти безопасный маршрут подхода к театру и помог бойцам своей группы, оказавшимся на опасном освещённом участке 1-й Дубровской улицы, выйти из-под обстрела террористов. После операции в «Норд-Осте» Олег был представлен к ордену «За военные заслуги». Также Ильин был кавалером медалей ордена «За заслуги перед Отечеством» I и II степеней.
За стремление быть впереди во время боевых действий Олег получил от товарищей прозвище «Маячок».

### Последний бой в Беслане
1 сентября 2004 года подполковник Олег Ильин в составе своего подразделения прибыл в город Беслан республики Северная Осетия — Алания, где более тридцати террористов под командованием Руслана Хучбарова захватили в заложники свыше 1100 детей и взрослых в здании школы № 1.
Олегу Ильину было поручено провести рекогносцировку местности вокруг захваченной школы и обнаружить пути безопасного и скрытного выдвижения спецназа к зданию. Когда 3 сентября 2004 года в школьном спортзале произошли два взрыва, террористы начали расстреливать убегавших заложников из автоматического оружия и гранатомётов. Ильин и его группа, проводившие рекогносцировку возле школы, немедленно открыли огонь по стрелявшим из школьных окон боевикам, прикрывая заложников и эвакуируя их из зоны обстрела. Во время перестрелки Олег был ранен осколком в лицо, но отказался выйти из боя.
После начала штурма группа Ильина проникла в здание школы через окно и поднялась на второй этаж. Там она освободила заложников в учительской, кабинете директора и компьютерном классе, а затем получила приказ продолжить движение к актовому залу. У лестницы возле актового зала бойцы спецназа натолкнулись на сопротивление группы террористов, попытавшихся прорваться на второй этаж из столовой. В завязавшемся ожесточённом бою, в ходе которого обе стороны активно применяли ручные гранаты, спецназовцам удалось уничтожить девять боевиков; двое из них были застрелены самим Олегом Ильиным. Однако спецназ также понёс потери: пулемётной очередью был убит прапорщик Денис Пудовкин, а другой спецназовец был ранен и нуждался в эвакуации. Подполковник Ильин, шедший в авангарде группы спецназа, погиб у лестницы, ведущей на первый этаж, при повороте за угол лицом к лицу столкнувшись с одним из террористов. Стоявший на лестнице боевик попал офицеру «Вымпела» в голову; тот умер на месте.
За проявленные мужество и героизм, согласно указу президента России от 6 сентября 2004 года, Олег Ильин посмертно получил звание Героя России. 7 сентября 2004 года он был похоронен на Николо-Архангельском кладбище (участок 75а) г. Москвы вместе с восемью другими погибшими в Беслане сотрудниками «Альфы» и «Вымпела».

## Награды
- орден Мужества;
- орден «За военные заслуги»;
- медали ордена «За заслуги перед Отечеством» I и II степени;

Могила Ильина на Николо-Архангельском кладбище Москвы.

- медаль «За отвагу».

## Память
14 февраля 2005 года подполковник Ильин был навечно зачислен в списки Рязанского ВВКУС имени маршала Захарова. На Аллее Героев училища установлен памятник Олегу Ильину. В память о нём проводятся межрегиональные турниры по армейскому рукопашному бою.
На месте гибели Ильина у актового зала на втором этаже бесланской школы № 1 в 2012 году была установлена мемориальная табличка. Памятная доска была помещена также и на фасаде дома № 2 в посёлке Новый Городок (Московская область), где проживал Олег Ильин. Бюсты Ильина были открыты на Аллее Героев подмосковного города Щёлково и посёлка Пятиморск Волгоградской области, а также около школы № 19 в Щёлково, которой в декабре 2022 года присвоили его имя.
В феврале 2013 года была выпущена почтовая марка из серии «Герои Российской Федерации» с изображением О. Г. Ильина.

## Семья
Олег Ильин был дважды женат. В первом браке родилась дочь Ксения. От второго брака (жена — Анна Валерьевна Ильина, прапорщик ВДВ) у него остался сын Сергей. Кроме того, Ильин воспитывал сына второй жены от её первого брака Григория. В дальнейшем Григорий стал сотрудником Центра специального назначения ФСБ, а Сергей поступил в рязанское училище ВДВ. Старшая дочь Олега Ксения окончила пограничный институт и, по состоянию на 2016 год, служила на Дальнем Востоке.